# 堺市立黒山小学校
堺市立黒山小学校（さかいしりつくろやましょうがっこう）は、大阪府堺市美原区阿弥にある公立小学校。
美原区のほぼ中央で交通量が多く区役所、図書館、スーパーなどのが集中する国道309号線の西側に位置する。一方、隣接する舟渡池や舟渡池公園の南側にはのどかな農村地帯が広がっている。

## 沿革
- 1873年 - 開校。
- 1947年4月1日 - 学制改革により、黒山村立黒山小学校に改称。
- 1956年9月30日 - 3村合併で美原町が発足したことにより、美原町立黒山小学校に改称。
- 1959年3月 - 多治井地区を羽曳野市立丹比小学校校区から編入（同地区の美原町への編入による）。
- 1964年4月 - 多治井地区を美原町立丹南小学校校区へ変更。
- 2005年2月1日 - 美原町が堺市に編入されたことにより、堺市立黒山小学校に改称。

## 通学区域
- 堺市美原区 阿弥の全域、黒山のうち府道泉大津美原線以南、南余部（1～278、321、322、361、364～453番地）。

## 交通
- 南海高野線「初芝駅」下車 - 南海ウイングバス金岡「平尾」行き「黒山」下車。